# Harold Harmsworth
Harold Sidney Harmsworth, primer vizconde Rothermere (Londres, 26 de abril de 1868-Bermudas, 26 de noviembre de 1940) fue un exitoso propietario de periódicos británico, dueño de Associated Newspapers Ltd. Es conocido en particular, junto con su hermano Alfred Harmsworth —que más adelante sería vizconde Northcliffe—, por establecer en Londres el Daily Mail y el Daily Mirror. Es considerado pionero del periodismo popular.

## Biografía

### Primeros años y familia
Harold Harmsworth fue hijo de Alfred Harmsworth, abogado, y hermano de Alfred, primer vizconde Northcliffe; Cecil Harmsworth, primer barón Harmsworth; Sir Leicester Harmsworth, primer baronet y Sir Hildebrand Harmsworth, primer baronet.

### Propietario de periódicos
Harmsworth fundó el Daily Record de Glasgow y el Sunday Pictorial, pero su mayor éxito fue el Daily Mirror, que tuvo una circulación de tres millones por semana en 1922. Su hermano mayor murió ese mismo año sin dejar herederos y Harmsworth adquirió el control del Daily Mail. Los descendientes de Rothermere continúan manejando el Daily Mail and General Trust —uno de los conglomerados de medios de comunicación más grandes de Europa, que tiene participación en radio, televisión y periódicos—. Fue nombrado baronet de Horsey, en el condado de Norfolk, en 1910, y elevado a la nobleza como barón Rothermere de Hemsted, en el condado de Kent, en 1914.

### Vida pública
Rothermere sirvió por un tiempo como presidente del Consejo del Aire en el gobierno de David Lloyd George durante la Primera Guerra Mundial y fue nombrado vizconde Rothermere de Hemsted, en el condado de Kent, en 1919. En 1921, fundó Anti-Waste League (en español: Liga Anti-Derroche) para combatir lo que veía como un gasto excesivo por parte del gobierno. En 1930, compró la propiedad del antiguo sitio del Bethlem Royal Hospital en Southwark y lo donó al condado de Londres para que lo convirtiera en un espacio público abierto, que sería conocido como el Geraldine Mary Harmsworth Park, en memoria de su madre, para beneficio de las «espléndidas y esforzadas madres de Southwark».

### Revisión de los tratados posteriores a la Primera Guerra Mundial
Apoyó firmemente la revisión del Tratado de Trianón en favor de Hungría. El 21 de junio de 1927, publicó en el Daily Mail un editorial titulado: «Hungary's Place in the Sun», en el que defendió un detallado plan para devolver a Hungría grandes porciones de su territorio que había perdido al final de la Primera Guerra Mundial. Su audaz postura pro húngara fue recibida con eufórica gratitud en Hungría. Su apasionado respaldo a la causa tomó por sorpresa a muchas personas en Inglaterra; se rumoreó que una seductora húngara, que resultó ser austríaca, convenció al barón de la prensa con sus encantos. Durante una visita a Budapest, Esmond Harmsworth, el hijo de Rothermere, fue recibido con pompas reales; incluso algunos políticos del país llegaron a preguntarle a Rothermere si tenía interés en ocupar el trono húngaro, aunque él afirmaba que nunca buscó este tipo de propuestas y que discretamente las evitó. Sin embargo, su correspondencia privada indica lo contrario. Compró propiedades en Hungría por si acaso Gran Bretaña llegaba a ser invadida por la Unión Soviética. En agradecimiento, se construyó en Budapest un monumento en honor de Lord Rothermere.